# HMS Boadicea (1908)
L'HMS Boadicea fu un esploratore della Royal Navy che operò nei primi anni dell'novecento, partecipando al primo conflitto mondiale.

## Servizio
L'HMS Boadicea fu, insieme all'HMS Bellona, una nave della classe Boadicea, composta da soli due incrociatori da ricognizione costruiti per la Royal Navy nel primo decennio del XX secolo. Dal completamento condusse la 1ª Flottiglia Cacciatorpediniere, fino a quando la nave non fu trasferita alla 3ª Flottiglia Cacciatorpediniere a metà del 1912. Un anno dopo la Boadicea fu riassegnata al 2nd Battle Squadron e trascorse la maggior parte della prima guerra mondiale con quella squadra. La nave era presente, ma non combatté, nella battaglia dello Jutland a metà del 1916. La Boadicea fu convertita in un posamine alla fine del 1917 e fece tre sortite per deporre le sue mine prima della fine della guerra. Fu posta in riserva dopo la guerra e messa fuori servizio nel 1920. La nave fu utilizzata per il servizio portuale a Dartmouth fino a quando non fu venduta per essere demolita nel 1926.